# Баянова Алла Миколаївна
Алла Миколаївна Баянова (справжнє прізвище Левицька; 18 травня 1914, Кишинів — 30 серпня 2011, Москва) — румунська, радянська і російська естрадна співачка, виконавиця російських пісень та романсів, авторка музики до багатьох романсів зі свого великого репертуару. Заслужена артистка Росії (1993). Народна артистка Росії (1999).

## Життєпис
Алла Левицька народилася 18 травня 1914 року в Кишиневі (тоді центр Бессарабської губернії) в артистичній родині. За словами подруги співачки Тетяни Стародумової, Алла насправді була на три роки старша, ніж зазначено в офіційних документах.

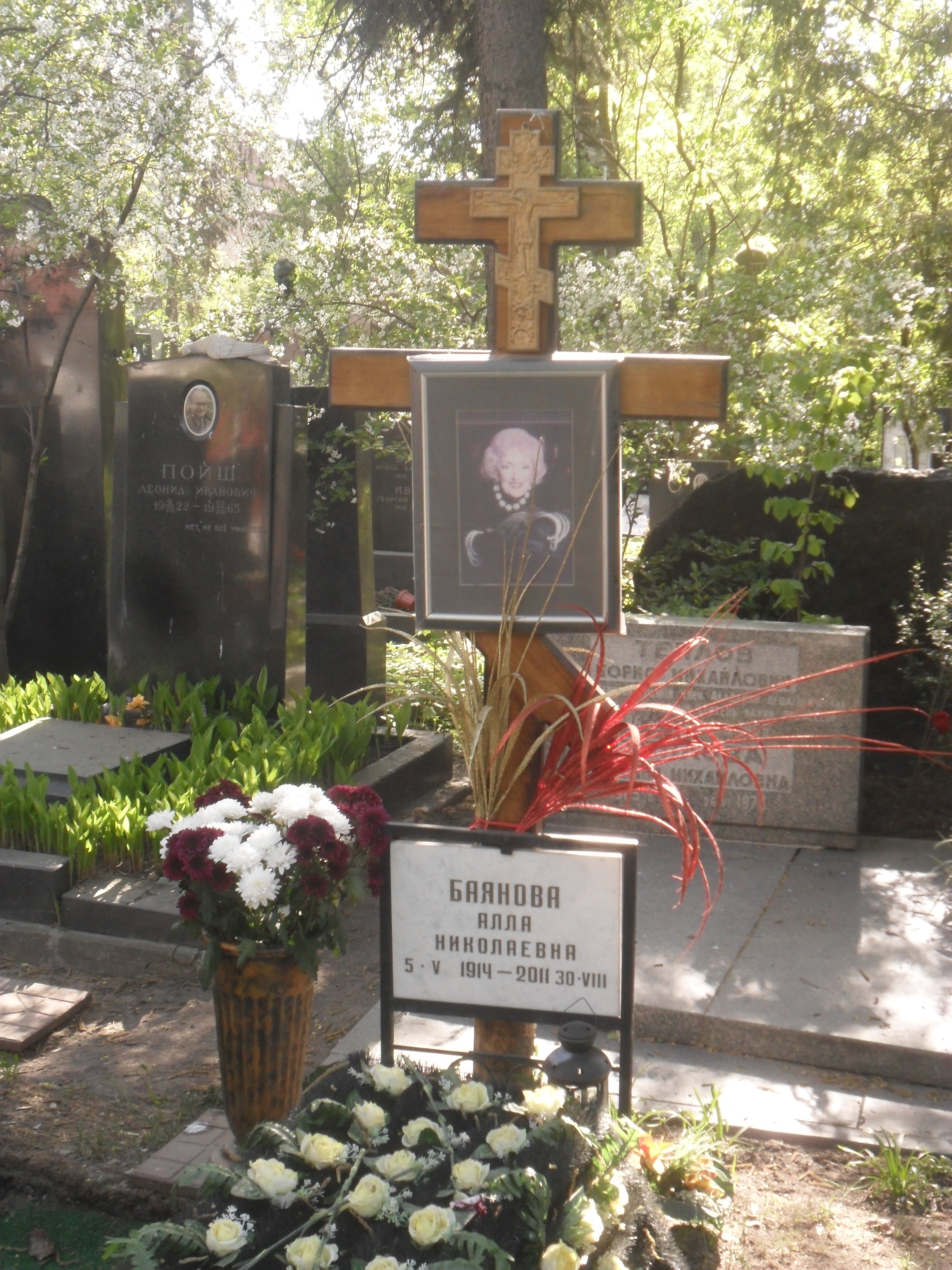
Могила Баянової на Новодівичому кладовищі Москви.

Батько — Микола Левицький, оперний співак (сценічний псевдонім Микола Баянов). Навчався співу у Антоніо Котоньї. Мати — Євгенія Олександрівна Скородинська (1882—1947), артистка кордебалету. Євгенія Скородинська походила з освіченої поміщицької родини, її батько — генерал Олександр Скородинський. Предки по лінії матері — зі старовинного гетьманського роду Скоропадських, один з предків по лінії батька — видатний художник XVIII ст. Дмитро Левицький.
Наприкінці 1918 року, коли батько повернувся з фронту, Бессарабія увійшла до складу Румунії. Родина переїжджала з країни в країну, поки в 1921 році не влаштувалася у Франції, в Парижі. Аллу віддають навчатися до приватної школи при католицькому монастирі, а по четвергах вона також відвідувала гімназію для дітей російських емігрантів. Дебютувала на сцені помічницею свого батька в ресторані «Казбек», у віці дев'яти років, а з 13 років (1927) виступала самостійно. У 1934 році родина переїхала до Румунії і оселилася в Бухаресті. Алла Баянова виконувала переважно російські та циганські романси, виступала спільно з Петром Лещенкком, Костянтином Сокольським і Олександром Вертинським, регулярно записувала пластинки. У 1936 році знялася в ролі співачки російсько-циганського ансамблю в польському комедійному фільмі (звуковому) Михайла Вашинського «Додек на фронті», виконавши пісню і танець з бубном.
У 1941—1942 роках піддавалася переслідуванням Сигуранці за виконання пісень російською мовою і була поміщена до концтабору.

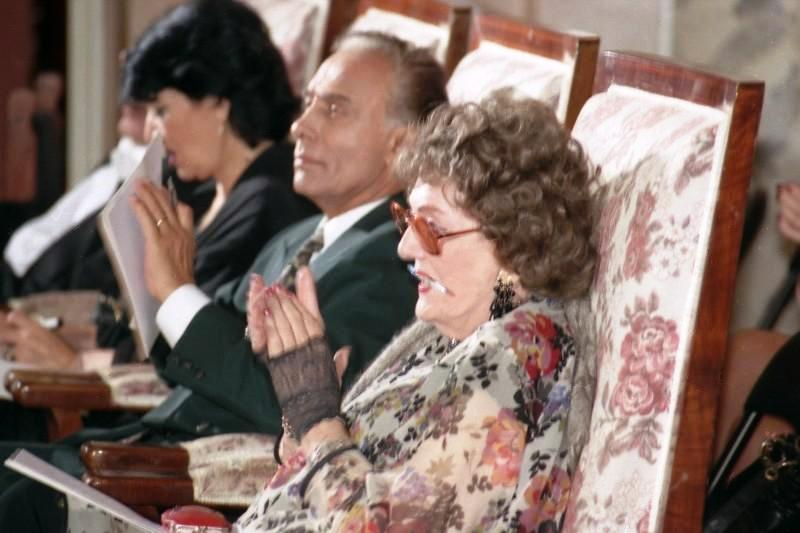
Алла Баянова в журі конкурсу «Романсіада»

Об'їздивши з гастролями весь світ, до СРСР з концертами Алла Баянова вперше приїхала тільки в 1976 році (у складі румунського естрадного ансамблю, давши кілька концертів в Українській РСР). У 1989 році, отримавши радянське громадянство, оселилася в Москві в невеликій квартирі на Старому Арбаті. Попри поважний вік, почала активно концертувати містами Росії і брати участь у музичному житті. Акомпаніатори, з якими працювала — Давид Ашкеназі, Віктор Фрідман та Михайло Аптекман. Вона входила до складу журі Московського Міжнародного конкурсу молодих виконавців російського романсу «Романсіада». Навіть в останні роки іноді давала концерти.
18 травня 2009 року в Московському театрі оперети відбувся ювілейний вечір Алли Баянової, присвячений 95-річчю з дня народження. Це був останній вихід співачки на сцену.
30 серпня 2011 року померла в Першому Московському госпісі. Причиною смерті став лейкоз. Аллу Баянову поховали на Новодівичому кладовищі 2 вересня 2011 року.
У 2013 році спадкоємицею співачки Наталією Должиковою був створений Фонд культурної спадщини Алли Баянової.

### Особисте життя
Алла Баянова була тричі одружена.
- Георгій Іпсіланті (1906—1994) — музичний керівник оркестру (ансамблю) П. К. Лещенка, помер в Лос-Анджелесі, штат Каліфорнія[18];
- Штефан Шендря (1910—1953) — румунський боярин, поміщик, випускник Кембриджа, меценат, був репресований в 1945 році і провів 5 років у таборах[10],
- Коган[19], фіктивний шлюб був оформлений з метою переїзду з Румунії до СРСР[20].

Дітей у Алли Баянової не було, з нею жили її улюблені тварини: собаки та кішки, яких вона в різний час прихистила.

## Нагороди
Аллі Баяновій присвоєні почесні звання:
- Заслужена артистка Російської Федерації (1993) — за заслуги в галузі музичного мистецтва[22].
- Народний артист Російської Федерації (1999) — за великі заслуги в галузі мистецтва[23].

## Фільмографія
- 1936 — Додек на фронті / Dodek na froncie — солістка циганського ансамблю (епізод)
- 1990 — Захочу — покохаю — співачка в ресторані
- 2006 — Капітанські діти (телесеріал, 10-та серія) — камео

## Пам'ять
За розпорядженням Уряду Москви в 2003 році на «Площі Зірок» на честь Алли Баянової встановлено пам'ятний знак.